# Spanky & Our Gang
Spanky & Our Gang was een Amerikaanse folkpopband.

## Bezetting
- Elaine McFarlane (geb. 1942 in Peoria (Illinois)) (zang)
- Malcolm Hale (ritmegitaar, zang)
- Paul 'Oz' Bach[3] (basgitaar, zang, tot 1967)
- Lefty Baker[4] (gitaar, banjo, zang)
- John Seiter[5] (drums)
- Kenny Hodges (basgitaar)

## Geschiedenis
Het eerste gelijknamige album van de band werd gepubliceerd door Mercury Records in augustus 1967 en bevatte drie populaire songs, die werden gepubliceerd als single. Dit waren Sunday Will Never Be the Same (zomer 1967), hun grootste hit met een 9e plaats in de Billboard Hot 100, gevolgd door Making Every Minute Count en Lazy Day. Van Sunday Will Never Be the Same (geschreven door Terry Cashman en Gene Pistilli) en Lazy Day werden meer dan een miljoen exemplaren verkocht. Tijdens een interview door Cashman met de website Songfacts, onthulde hij dat de song eigenlijk was geschreven als een ballade, maar niettegenstaande werd dit door de band veranderd.
Hun tweede album Like to Get to Know You werd uitgebracht in april 1968. Twee singles daaruit werden gepubliceerd: Sunday Mornin' geschreven door Margo Guryan (februari 1968) en Like to Get to Know You / Three Ways From Tomorrow (juni 1968). Three Ways From Tomorrow kreeg ook aanzienlijke speeltijd. Het album bevatte hun interpretatie van Stardust en een versie van Everybody's Talkin' van de folkzanger Fred Neil, maar beter bekend als een hitsingle van Harry Nilsson en de titelsong voor de film Midnight Cowboy.
Give a Damn werd uitgegeven als single tijdens de late zomer van 1968. De song werd een regionale hit. De band speelde de song ook live tijdens een aflevering van The Smothers Brothers Comedy Hour, hetgeen resulteerde in de door CBS Standards and Practice-afdeling ontvangen talrijke klachten over de songtitel, die werd gebruikt tijdens een familiaire dodenwake. Een zulke gemelde klacht kwam van president Richard Nixon. Give a Damn werd de campagnesong van John Lindsay tijdens zijn succesvolle kandidatuur voor het burgemeesterschap van New York.
In oktober 1968 werd leadgitarist Malcolm Hale dood gevonden in zijn huis in Chicago en nieuwsuitzendingen toentertijd schreven zijn dood toe aan een aanval van bronchiale pneumonie. Bijna 39 jaar later in 2007 werd via een boek bekend gemaakt, dat Hale overleed op 27-jarige leeftijd door koolmonoxidevergiftiging door een defect verwarmingssysteem en dat bericht werd herhaald in latere boeken.
Ongeacht de oorzaak van Hale's dood, was het een kritieke tegenslag voor de band. De multi-instrumentalist regelde veel en hield grotendeels de band bijeen. Hale's dood leidde tot de ontbinding van de band in 1969. Mercury Records publiceerde het derde album Anything You Choose / Without Rhyme or Reason in januari 1969. Het bevatte twee populaire songs: de vroegere zomerhit Give a Damn en Yesterday's Rain. De band kwam in 1975 kortstondig bijeen en nam het album Change op voor Epic Records
Na de ontbinding van de band had MacFarlane enig succes als soloartieste. Ze toerde met The New The Mamas and the Papas en zong voor het grootste deel de parts die werden vertolkt door Cass Elliot. Ze werd gezien in april 2011 op het podium in de Ferndale Repertory Theatre-productie South Pacific als Bloody Mary.
Vanwege de voortdurende populariteit van de band publiceerde Mercury Records albumcompilaties van hun grootste hits in 1969, waaronder Spanky's Greatest Hits, Give a Damn (1989) en The Best of Spanky & Our Gang: 20the Century Masters – The Millennium Collection (2005). Als toevoeging publiceerde Rhino Records in 1986 The Best of Spanky & Our Gang en publiceerde Hip-O Select een gelimiteerde anthologie-uitgave van Spanky & Our Gang's Complete Mercury Recordings, die nooit gepubliceerde opnamen en uitgebreide opmerkingen bevatte.

## Discografie

### Singles
- 1967: Sunday Will Never Be the Same / Distance
- 1967: Making Every Minute Count / If You Could Only Be Me
- 1967: Lazy Day / Byrd Avenue
- 1968: Sunday Mornin' / Echoes (Everybody's Talkin')
- 1968: Like to Get to Know You / Three Ways From Tomorrow
- 1968: Give a Damn / The Swingin' Gate
- 1968: Yesterday's Rain / Without Rhyme or Reason
- 1969: And She's Mine / Leopard Skin Phones
- 1969: Anything You Choose / Mecca Flat Blues
- 1975: I Won't Brand You / Same

### Albums
- 1967: Spanky and Our Gang
- 1968: Like to Get to Know You
- 1968: Anything You Choose (Without Rhyme or Reason)
- 1970: Spanky and Our Gang Live
- 1970: Spanky's Greatest Hit(s)
- 1975: Change
- 1994: Give a Damn
- 2005: Spanky and Our Gang